# Look Alive
Look Alive es el DVD de Incubus que salió a la venta el 27 de noviembre de 2007, bajo el sello discográfico de Inmortal Epic Records; el DVD recopila: Conciertos, detrás de cámaras, documentales, Temas en vivo del reciente "Light Grenades World Tour" imágenes exclusivas de la banda durante los ensayos, música de fondo original hecha especialmente para el DVD por el multinstrumentista Mike Einziger, así como contenido sorpresa. 

## Lista de canciones

### DVD
1. "Rogues"
2. "Quicksand"
3. "A Kiss To Send Us Off"
4. "Anna Molly"
5. "Redefine"
6. "Pistola"
7. "Love Hurts"
8. "Paper Shoes"
9. "Megalomaniac"
10. "Nebula"
11. "Earth To Bella Part 1"
12. "Sick Sad Little World"
13. "Oil and Water"
14. "Dig"
15. "Punch Drunk"
16. "Aqueous Transmission"
17. "Look Alive"

### CD
1. Pathogens Born of Wormy Interludes - 11:19
2. La La La Zoom Zoom Zoom - 3:10
3. Get Your Pants And GO! - 3:00
4. Beach Blanket Beatdown - 3:13
5. Midnight Swim - 1:53
6. Soft Sculpture - 3:57
7. Cloudeater - 4:04
8. Dance In A Triangle - 4:19
9. Here In My Room (Instrumental) - 3:43
10. Hugs Not Drugs - 0:39
11. Golden - 5:15
12. Quicksand (Live Chicago) (Bonus Track) - 3:23
13. A Kiss To Send Us Off (Live Chicago) (Bonus Track) - 4:32
14. Look Alive (Live SIR) (Bonus Track) - 4:17
15. Nebula (Live Chicago) (Bonus Track) - 3:55
16. Rogues (Live SIR) (Bonus Track) - 3:56
17. Punch Drunk (Live Chicago) (Bonus Track) - 6:06

- Datos: Q5978764